# Migliori prestazioni europee nel lancio del disco
La lista delle migliori prestazioni europee nel lancio del disco, aggiornata periodicamente dalla World Athletics, raccoglie i migliori risultati di tutti i tempi degli atleti europei nella specialità del lancio del disco.

## Maschili

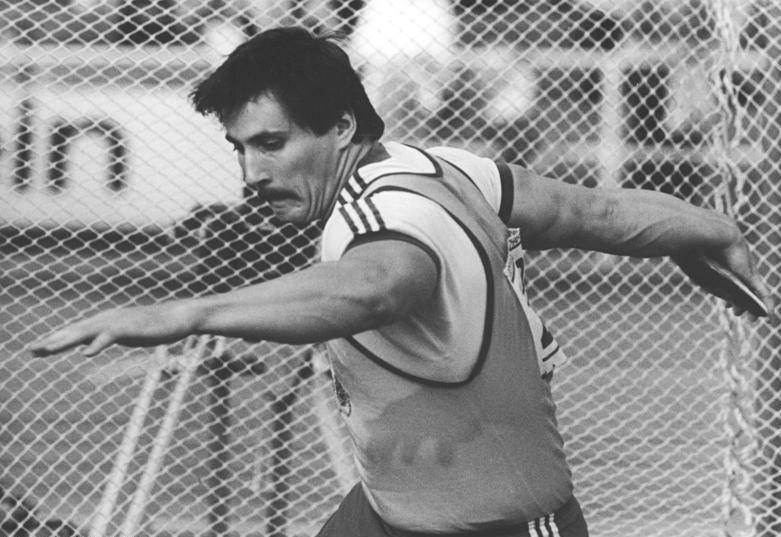
Jürgen Schult, detentore del record europeo e mondiale del lancio del disco

Statistiche aggiornate al 16 giugno 2023.
|     | Misura  | Atleta            | Luogo          | Data             |
| --- | ------- | ----------------- | -------------- | ---------------- |
| 1.  | 74,08 m | Jürgen Schult     | Neubrandenburg | 6 giugno 1986    |
| 2.  | 73,88 m | Virgilijus Alekna | Kaunas         | 3 agosto 2000    |
| 3.  | 73,38 m | Gerd Kanter       | Helsingborg    | 4 settembre 2006 |
| 4.  | 71,86 m | Jurij Dumčev      | Mosca          | 29 maggio 1983   |
| 4.  | 71,86 m | Daniel Ståhl      | Bottnaryd      | 29 giugno 2019   |
| 4.  | 71,86 m | Kristjan Čeh      | Jõhvi          | 16 giugno 2023   |
| 7.  | 71,84 m | Piotr Małachowski | Hengelo        | 8 giugno 2013    |
| 8.  | 71,70 m | Róbert Fazekas    | Szombathely    | 14 luglio 2002   |
| 9.  | 71,50 m | Lars Riedel       | Wiesbaden      | 3 maggio 1997    |
| 10. | 71,26 m | Rickard Bruch     | Malmö          | 15 novembre 1984 |
| 10. | 71,26 m | Imrich Bugar      | San José       | 25 maggio 1985   |

## Femminili

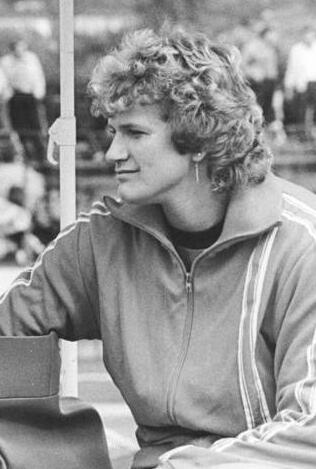
Gabriele Reinsch, primatista europea e mondiale del lancio del disco

Statistiche aggiornate all'11 giugno 2022.
|     | Misura  | Atleta            | Luogo           | Data             |
| --- | ------- | ----------------- | --------------- | ---------------- |
| 1.  | 76,80 m | Gabriele Reinsch  | Neubrandenburg  | 9 luglio 1988    |
| 2.  | 74,56 m | Zdeňka Šilhavá    | Nitra           | 26 agosto 1984   |
| 2.  | 74,56 m | Ilke Wyludda      | Neubrandenburg  | 23 luglio 1989   |
| 4.  | 74,08 m | Diana Gansky      | Karl Marx Stadt | 20 giugno 1987   |
| 5.  | 73,36 m | Irina Meszynski   | Praga           | 17 agosto 1984   |
| 6.  | 73,28 m | Galina Savinkova  | Donec'k         | 8 settembre 1984 |
| 7.  | 73,22 m | Cvetanka Hristova | Kazanlăk        | 19 aprile 1987   |
| 8.  | 73,10 m | Gisela Beyer      | Berlino         | 20 luglio 1984   |
| 9.  | 72,92 m | Martina Hellmann  | Potsdam         | 20 agosto 1987   |
| 10. | 72,14 m | Galina Murašova   | Praga           | 17 agosto 1984   |